# Asmodeus: Tajemný kraj Ruthaniolu
Asmodeus: Tajemný kraj Ruthaniolu je česká videohra z roku 1997. Jedná se o akční adventuru s prvky RPG. Vytvořilo ji studio NoSense a vydala společnost Vochozka Trading. Jde o první českou hru s renderovanou grafikou.

## Vývoj
Hra byla ve vývoji od roku 1994. Původně na ní pracovali jen dva lidé - Jakub Dvorský a Marek Floryán. Později tým doplnili Tomáš Dvořák a Jan Pokorný. Podle původních plánů mělo jít o textovou adventuru, ale postupně se projekt rozvíjel a hra se nakonec změnila v kombinaci akční adventury a dungeonu. Asmodeus byl inspirován hrami jako Elvira: Mistress of the Dark, Myst a Stonekeep. Tým taktéž ovlivnila tvorba spisovatele Johna Ronalda Tolkiena. V průběhu roku 1996 tým kontaktoval Petra Vochozku, jehož společnost hru v roce 1997 vydala.

### Tvůrci
Lidé, kteří se podíleli na tvorbě hry:
- Scénář: Jakub Dvorský, Marek Floryán, David Floryán
- Program: Marek Floryán
- Grafika: Jakub Dvorský
- Zvuk: Tomáš Dvořák
- Hudba: Honza Sklenář
- Grafická výpomoc: Petr Malý
- Programová výpomoc: Lukáš Svoboda, Honza Hloušek
- Testování: David Floryán, Standa Kudynek, Pavel Pospíšil, Pavel Šanca
- Poděkování: Michal Dvorský (Servis hardware)
  - Pavel a Martin Halada - RePoS (regionální počítačové služby)
  - Pavel Nečas (doprava)
  - David Dvořák (technická výpomoc u zvuků)
  - Libor Přikryl a jeho žena Alice

## Příběh
Hra sleduje osudy Mota, který je učedníkem posledního ze tří mnichů, kteří mohou vyvolat na svět ďábla Asmodea. Mnich proto svého učedníka vyšle, aby získal zbylé tři vyvolávací kameny. První z nich uschoval pán tvrze Ramrog, další vzal pod svou ochranu vládce údolí Ruthaniolu a poslední byl kdesi ukryt nejvyšším kněžím temného řádu mnichů. Mot se vydá splnit tento nebezpečný úkol, ale netuší, že na své cestě může něco zjistit o svém původu, což vrhne na celý jeho úkol poněkud odlišné světlo.

## Hratelnost
Hra je viděna z vlastního pohledu. Hráč se pohybuje buď volnými průjezdy mezi lokacemi nebo skoky, čímž připomíná hru Myst. V podzemních chodbách může hráč potkat nepřátele. Ty likviduje pomocí stále lepších zbraní, přičemž si hráč vylepšuje své schopnosti. Kromě RPG prvků jsou však hlavně přítomné prvky adventurní, takže hráč mluví s postavami, sbírá předměty a ty musí použít na určitých místech.

## Hodnocení
Hra byla recenzenty hodnocena kladně. Chválu si vysloužila hlavně za technické zpracování, příběh a také hratelnost. Kritiku však obdržela především pro absenci automapingu. V Levelu hru pochválili za grafiku, ale kritizovali animaci, v magazínu Riki kritizovali přímočarost příběhu a interiéry hry.